# Haworth (Mondkrater)
Haworth ist ein Einschlagkrater auf der Mondvorderseite in der Nähe des Südpols, südöstlich des Kraters Cabeus und nordwestlich von Shoemaker. Der Krater ist polygonal geformt und erodiert, das Innere stark zerfurcht.
Der Krater wurde 2008 von der IAU nach dem britischen Chemiker und Nobelpreisträger Walter Norman Haworth offiziell benannt.

## Ressourcen und Erkundung
Durch die polnahe Lage und entsprechend flache Sonneneinstrahlung befinden sich Teile des Kraterinneren immer im Schatten. An diesen Orten herrschen dauerhaft sehr niedrige Temperaturen. Es wird vermutet, dass unter diesen Umständen Wassereis, Methaneis und weitere Ressourcen vorhanden sein könnten, die für spätere bemannte Mondmissionen nützlich wären. Zur Überprüfung dieser Theorie plante die NASA für den Herbst 2023 mit der Masten Mission One (MM1) eine unbemannte Erkundung des Haworth-Kraters. Es wurden verschiedene wissenschaftliche Instrumente vorbereitet, die das Unternehmen Masten Space Systems mit seinem Mondlander XL-1 an den Kraterrand transportieren sollte. Die Landestelle wollte man so wählen, dass die Geräte mit Solarenergie betrieben werden können, gleichzeitig aber auch einen Blick auf schattige Teile des Kraterinneren haben. Die Mondsonde sollte von SpaceX mit einer Falcon 9 im November 2023 vom Kennedy Space Center gestartet werden. Masten Space Systems meldete jedoch im Juli 2022 Insolvenz an.